# Agliana
Agliana ist eine italienische Gemeinde mit 17.969 Einwohnern (Stand 31. Dezember 2023) in der Provinz Pistoia, in der Region Toskana am Fluss Ombrone Pistoiese.
Die Nachbargemeinden sind Montale, Montemurlo (PO), Pistoia, Prato (PO) und Quarrata.

## Söhne und Töchter der Gemeinde
- Igino Michelangelo Nuti (1883–1966), Bischof, Apostolischer Vikar von Ägypten
- Rodolfo Bonacchi (1938–2007), Fußballer
- Fabrizio Fabbri (1948–2019), Radrennfahrer und Sportlicher Leiter